# Liste der Kantone im Département Rhône
Das Département Rhône liegt in der Region Auvergne-Rhône-Alpes in Frankreich. Es besteht aus dem Arrondissement Villefranche-sur-Saône und einem Teil des Arrondissements Lyon mit 13 Kantonen (Wahlkreisen, französisch cantons).

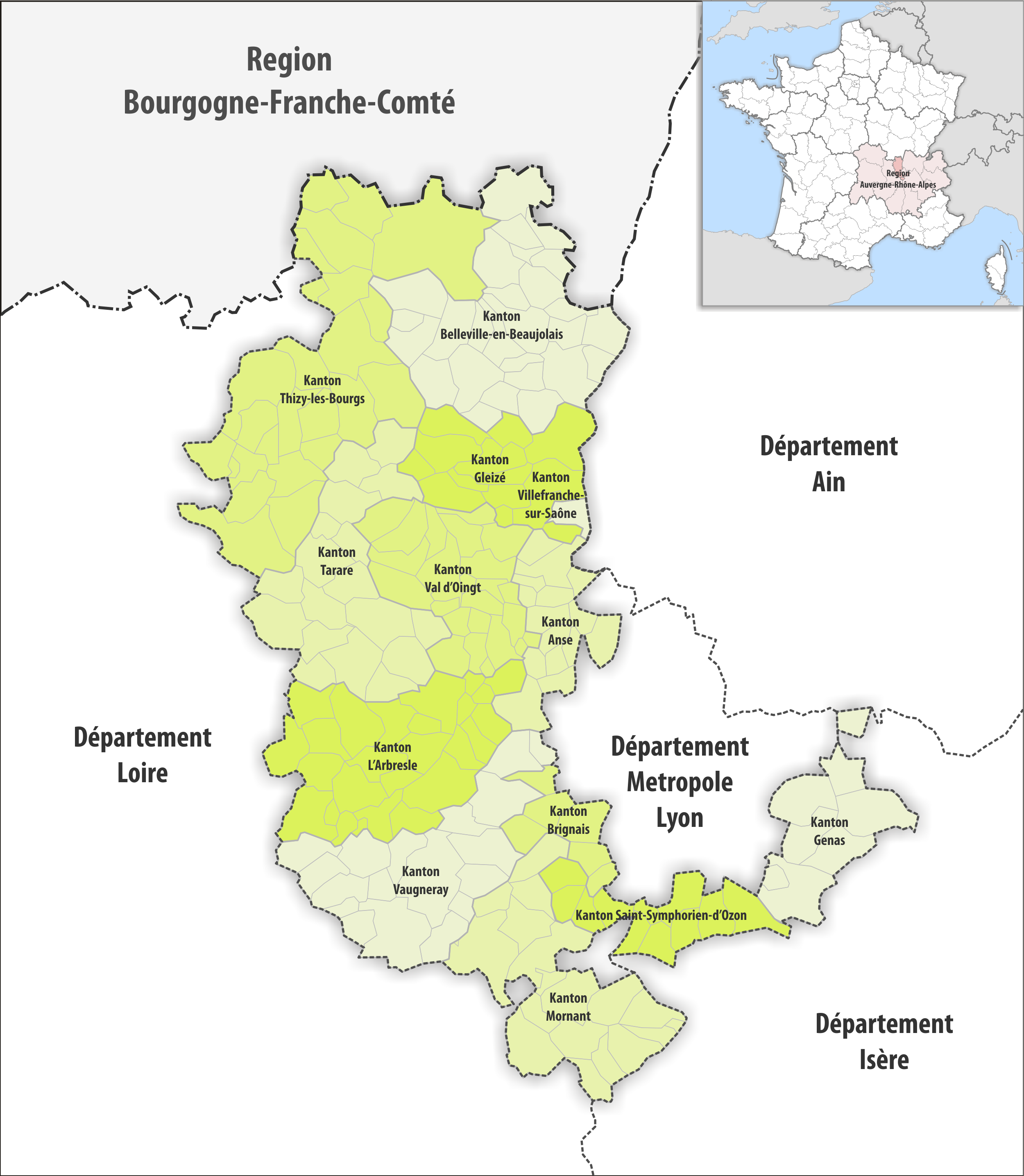
Gemeinden und Kantone im Département Rhône

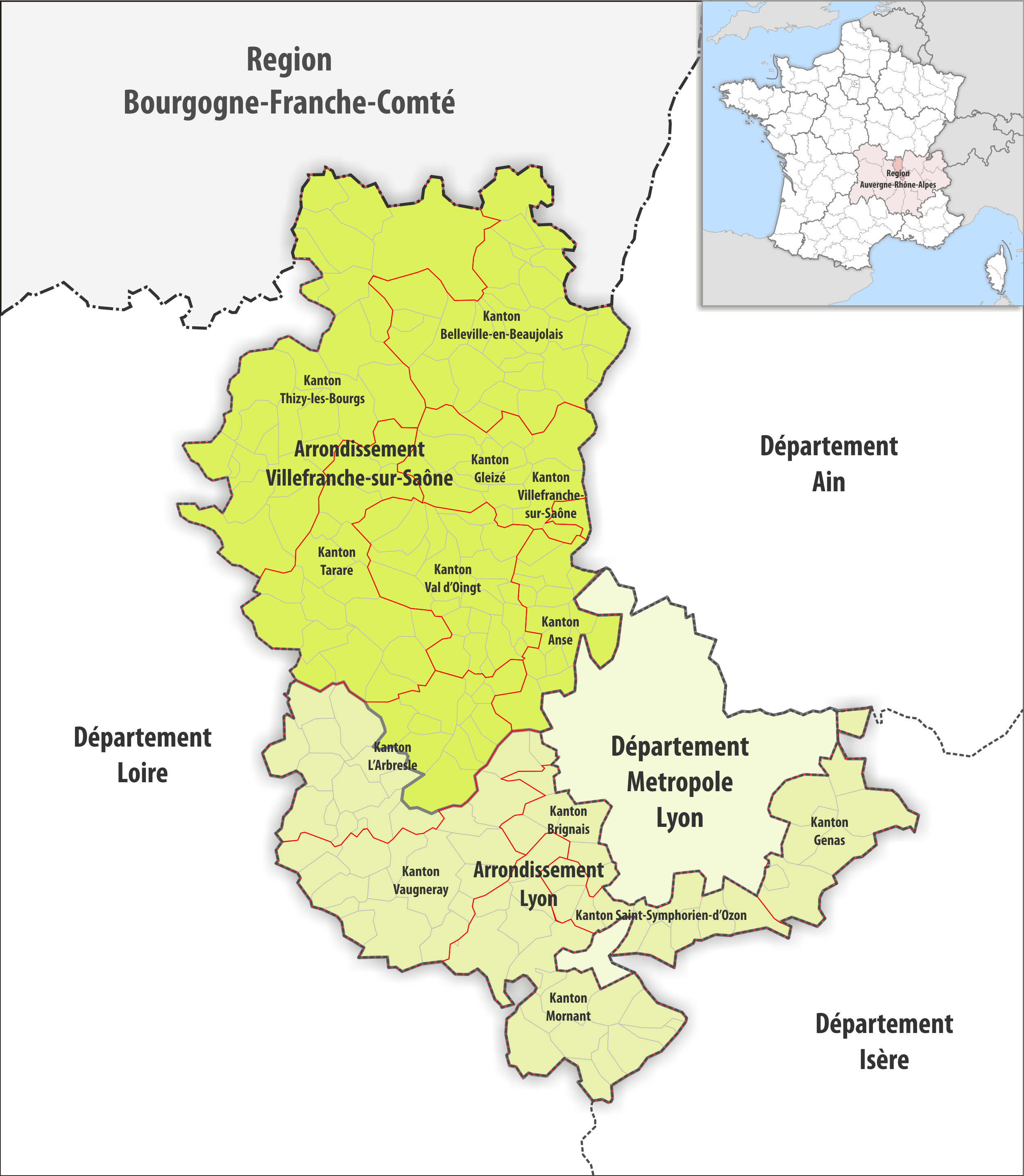
Gemeinden, Arrondissemente und Kantone im Département Rhône

| Kanton                   | Gemeinden | Einwohner 1. Januar 2022 | Fläche km² | Dichte Einw./km² | Code INSEE | Arrondissement(e)            |
| ------------------------ | --------- | ------------------------ | ---------- | ---------------- | ---------- | ---------------------------- |
| Anse                     | 15        | 41.587                   | 114,41     | 363              | 6901       | Villefranche-sur-Saône       |
| L’Arbresle               | 26        | 38.456                   | 292,08     | 132              | 6902       | Villefranche-sur-Saône, Lyon |
| Belleville-en-Beaujolais | 27        | 37.190                   | 338,08     | 110              | 6903       | Villefranche-sur-Saône       |
| Brignais                 | 6         | 41.467                   | 62,10      | 668              | 6905       | Lyon                         |
| Genas                    | 8         | 42.457                   | 141,18     | 301              | 6906       | Lyon                         |
| Gleizé                   | 15        | 33.693                   | 164,92     | 204              | 6907       | Villefranche-sur-Saône       |
| Mornant                  | 19        | 43.326                   | 251,78     | 172              | 6908       | Lyon                         |
| Saint-Symphorien-d’Ozon  | 11        | 40.448                   | 113,75     | 356              | 6909       | Lyon                         |
| Tarare                   | 18        | 29.551                   | 269,25     | 110              | 6910       | Villefranche-sur-Saône       |
| Thizy-les-Bourgs         | 21        | 26.282                   | 503,55     | 52               | 6911       | Villefranche-sur-Saône       |
| Val d’Oingt              | 23        | 30.130                   | 197,70     | 152              | 6904       | Villefranche-sur-Saône       |
| Vaugneray                | 18        | 33.558                   | 267,16     | 126              | 6912       | Lyon                         |
| Villefranche-sur-Saône   | 1         | 36.224                   | 9,48       | 3.821            | 6913       | Villefranche-sur-Saône       |
| Département Rhône        | 208       | 474.369                  | 2.725,44   | 174              | 69D        | –                            |

## Liste ehemaliger Kantone
Bis zum Neuzuschnitt der französischen Kantone im März 2015 war das Département Rhône wie folgt in 54 Kantone unterteilt:
| Arrondissement         | Kantone |
| ---------------------- | --- |
| Lyon                   | L’Arbresle, Bron, Caluire-et-Cuire, Condrieu, Décines-Charpieu, Écully, Givors, Irigny, Limonest, Lyon-I, Lyon-II, Lyon-III, Lyon-IV, Lyon-V, Lyon-VI, Lyon-VII, Lyon-VIII, Lyon-IX, Lyon-X, Lyon-XI, Lyon-XII, Lyon-XIII, Lyon-XIV, Meyzieu, Mornant, Neuville-sur-Saône, Oullins, Rillieux-la-Pape, Sainte-Foy-lès-Lyon, Saint-Fons, Saint-Genis-Laval, Saint-Laurent-de-Chamousset, Saint-Priest, Saint-Symphorien-d’Ozon, Saint-Symphorien-sur-Coise, Tassin-la-Demi-Lune, Vaugneray, Vaulx-en-Velin, Vénissieux-Nord, Vénissieux-Sud, Villeurbanne-Centre, Villeurbanne-Nord, Villeurbanne-Sud |
| Villefranche-sur-Saône | Amplepuis, Anse, Beaujeu, Belleville, Le Bois-d’Oingt, Gleizé, Lamure-sur-Azergues, Monsols, Tarare, Thizy, Villefranche-sur-Saône |